# George Richards Elkington

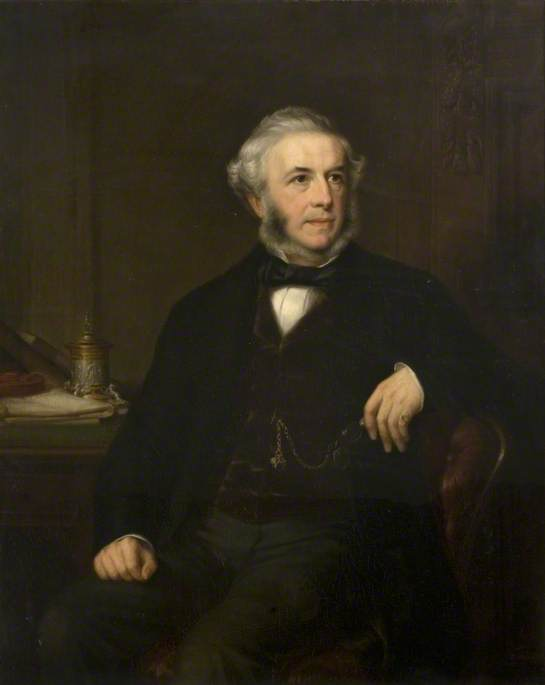
George Richards Elkington

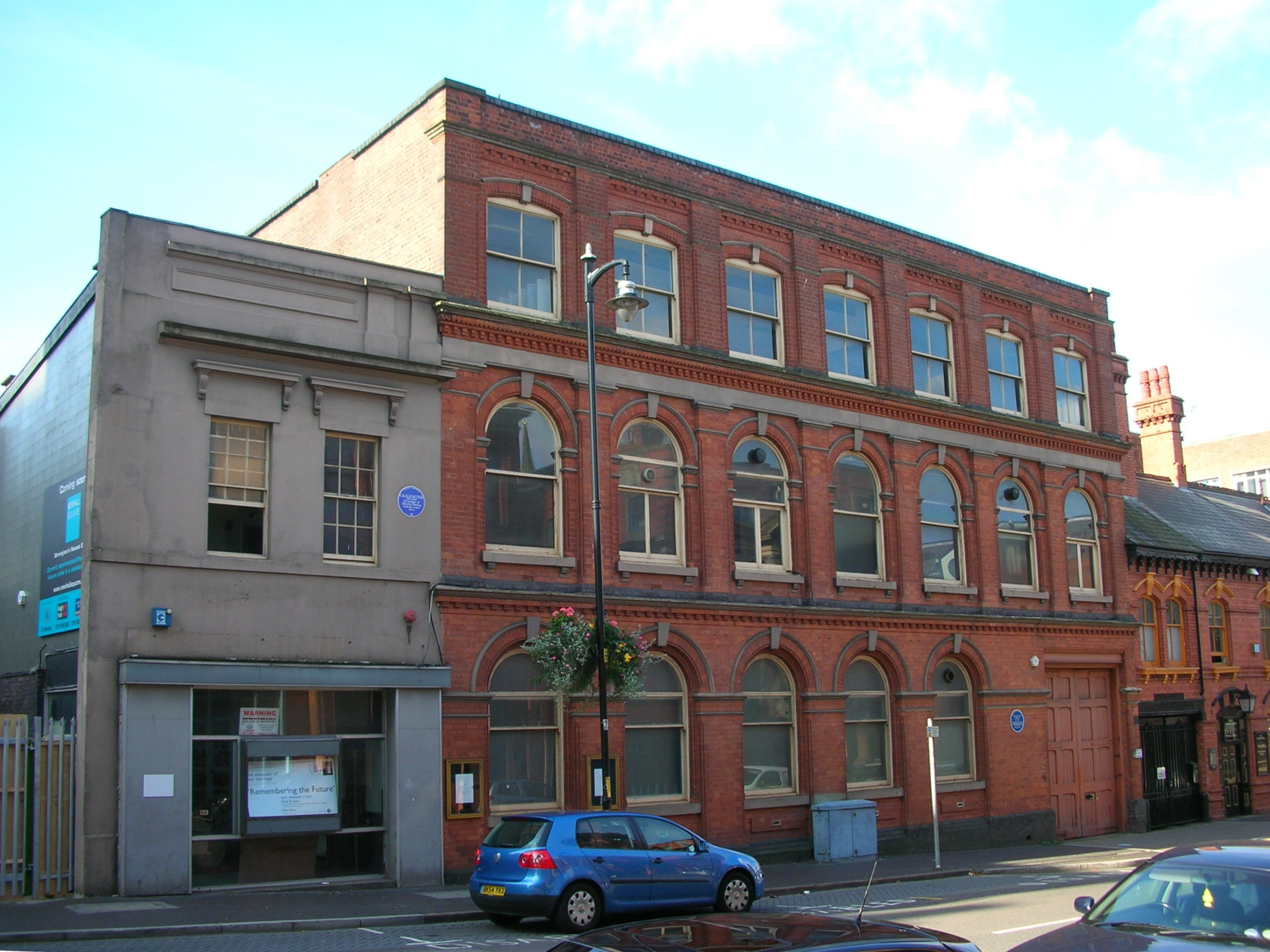
Die ehemalige Fabrik von Elkington in Birmingham

George Richards Elkington (* 17. Oktober 1801 in Birmingham; † 22. September 1865) war ein maßgebender Gründer der Galvanotechnik in England.

## Leben
Er war Sohn eines Brillenherstellers und machte seine Lehre bei seinem Onkel, einem Versilberer in Birmingham, und wurde nach seinem Tod alleiniger Eigentümer des Unternehmens. Später aber nahm er seinen Cousin Henry Elkington als Geschäftspartner auf.
Die Wissenschaft der Elektrometallurgie befand sich damals im Entwicklungsstadium, aber die Elkingtons erkannten schnell das Potenzial. Sie hatten bereits einige Patentaufnahmen für die Anwendung von Elektrizität auf Metallen, als im Jahre 1840 der Birminghamer Chirurg John Wright, die wertvollen Eigenschaften einer Lösung von Cyanid auf Silber in Zyankali auf Kalium für die Galvanisierung entdeckte. Die Elkingtons kauften und patentierten das Verfahren von Wright und erwarben später die Rechte auf weitere Verfahren und Verbesserungen. Große neue Werke für die Galvanisierung und Vergoldung wurden in Birmingham im Jahre 1841 eröffnet und im darauf folgenden Jahr wurde Josiah Mason Partner der Firma Elkington & Co. George Richards Elkington starb am 22. September 1865, und Henry Elkington am 26. Oktober 1852.
Eine Blue Plaque Gedenktafel wurde viele Jahre später an seiner Fabrik Elkington Silver Electroplating Works an der Newhall Street in Birmingham enthüllt.